# Liste der Biografien/Alk
Liste der Biografien |
Portal Biografien |
Personensuche
# |
A |
B |
C |
D |
E |
F |
G |
H |
I |
J |
K |
L |
M |
N |
O |
P |
Q |
R |
S |
T |
U |
V |
W |
X |
Y |
Z |
?
 
Aa |
Ab |
Ac |
Ad |
Ae |
Af |
Ag |
Ah |
Ai |
Aj |
Ak |
Al |
Am |
An |
Ao |
Ap |
Aq |
Ar |
As |
At |
Au |
Av |
Aw |
Ax |
Ay |
Az
 
Ala |
Alb |
Alc |
Ald |
Ale |
Alf |
Alg |
Alh |
Ali |
Alj |
Alk |
All |
Alm |
Aln |
Alo |
Alp |
Alq |
Alr |
Als |
Alt |
Alu |
Alv |
Alw |
Alx |
Aly |
Alz
Die Liste der Biografien führt alle Personen auf, die in der deutschsprachigen Wikipedia einen Artikel haben. Dieses ist eine Teilliste mit 93 Einträgen von Personen, deren Namen mit den Buchstaben „Alk“ beginnt.

## Alk

### Alka
- Alkabez, Schlomo (1505–1576), Kabbalist und mystischer Dichter
- Alkadi, Kaid Farhan (* 1972), israelischer Beduine und Hamas-Geisel
- Alkainetos, Olympionike der Olympischen Spiele der Antike
- Alkaios, griechischer Komödiendichter
- Alkaios von Lesbos, antiker griechischer Dichter
- Alkajeu, Aleh (1952–2022), belarussischer Justizvollzugsbeamter und Whistleblower
- Alkalai, Judah (1798–1878), Rabbiner, Vorläufer des modernen Zionismus
- Alkalai, Mosko (1931–2008), rumänisch-israelischer Theater- und Filmschauspieler
- Alkalaj, Sven (* 1948), bosnischer Politiker
- Alkali, Zaynab (* 1955), nigerianische Schriftstellerin
- Alkamenes, griechischer Bildhauer, Schüler des Phidias
- Alkami, Khaled al-, saudi-arabischer Schriftsteller
- Alkämper, Jochen (1927–2022), deutscher Pflanzenbauwissenschaftler
- Alkan, Banu (* 1958), kroatisch-türkische Schauspielerin und Sängerin
- Alkan, Charles Valentin (1813–1888), französischer Komponist und KlaviervirtuoseCharles Valentin Alkan (1813–1888)

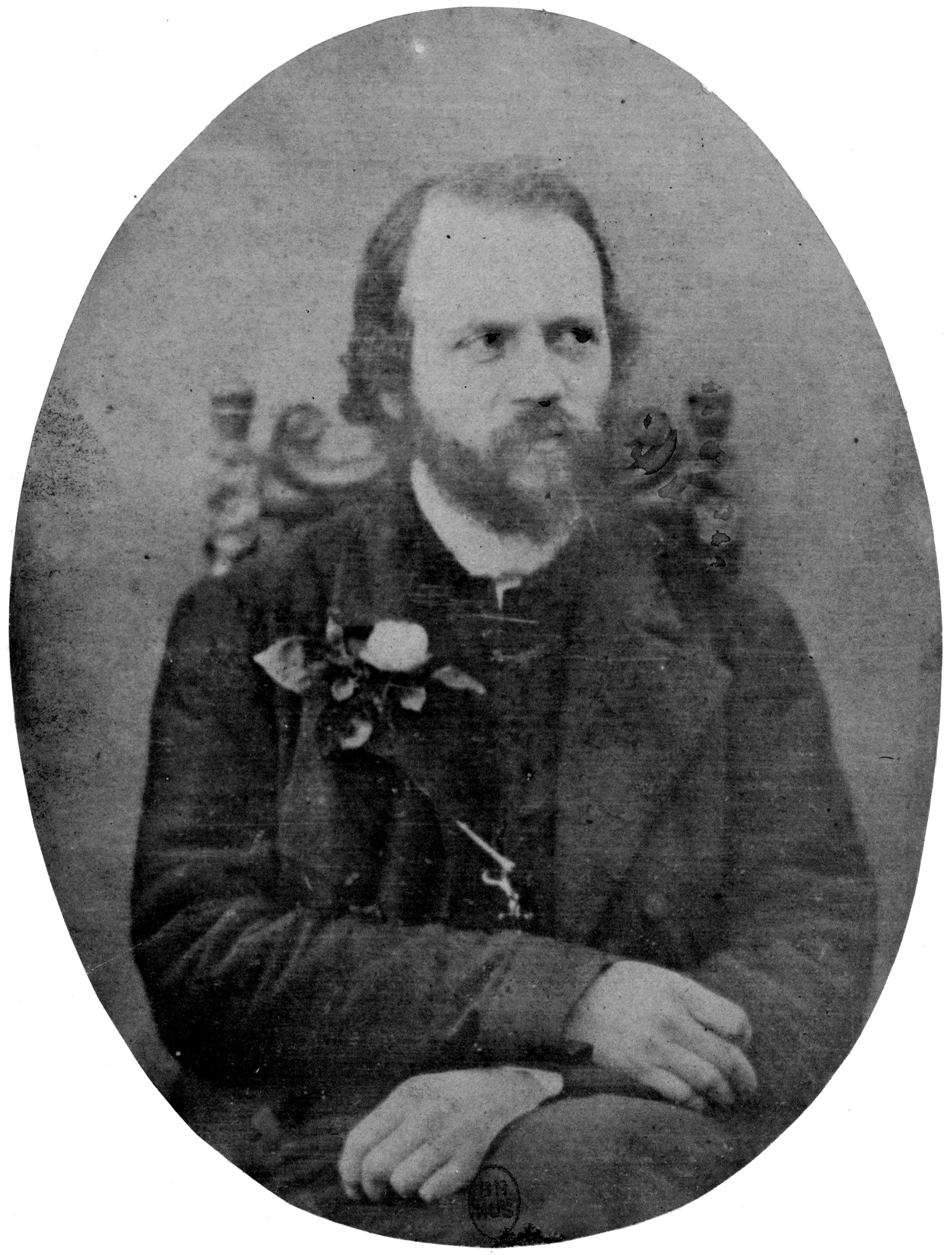
Charles Valentin Alkan (1813–1888)

- Alkan, Ender (* 1977), türkischer Fußballspieler und -trainer
- Alkan, Erden (* 1941), türkischer Theaterschauspieler und -macher in Mainz
- Alkan, Erol (* 1974), britischer DJ und Remixer
- Alkan, Erol (* 1994), niederländisch-türkischer Fußballspieler
- Alkan, Gökhan (* 1987), türkischer Schauspieler
- Alkan, Napoléon (1826–1906), französischer Komponist und Musikpädagoge
- Alkan, Okan (* 1992), türkischer Fußballspieler
- Alkan, Onur (* 1990), türkischer Fußballspieler
- Alkan, Siegfried (1858–1941), deutscher Komponist
- Alkan, Yakup (* 1992), türkischer Fußballspieler
- Alkan, Yüksel (1935–2000), türkischer Fußballtorwart, Fußballtrainer
- Alkan, Zeynep (* 1998), türkische Schauspielerin
- Alkana, Antonio (* 1990), südafrikanischer Hürdenläufer
- Alkarp, Magnus (* 1959), schwedischer Prähistoriker und Autor
- Alkaşi, Adem (* 1984), türkischer Fußballspieler
- Alkatiri, Ali (1945–2017), osttimoresischer Diplomat und Geschäftsmann
- Alkatiri, Djafar (1947–2021), osttimoresischer Diplomat und Geschäftsmann
- Alkatiri, Marí Bin Amude (* 1949), osttimoresischer Premierminister
- Alkatiri, Marina Ribeiro, osttimoresische Diplomatin
- Alkatiri, Nur Aini Djafar, osttimoresische Beamtin
- Alkatiri, Nurima Ribeiro (* 1982), osttimoresische Politikerin
- Alkatiri, Thoriq (* 1988), indonesischer Fußballschiedsrichter
- Alkayış, Mustafa (* 1972), türkischer Politiker (AKP)
- Alkazi, Ebrahim (1925–2020), indischer Theaterregisseur, Galerist und Kunstsammler

### Alke
- Alke, Björn (1938–2000), schwedischer Jazzmusiker und Komponist
- Alke, Oliver (* 1970), deutscher Tischtennisspieler
- Alkeby, Björn (* 1952), schwedischer Fußballspieler
- Alkema, Henk (1944–2011), niederländischer Komponist und Dozent
- Alkemeyer, Thomas (* 1955), deutscher Soziologe und Sportsoziologe, Hochschullehrer
- Alken, Carl Erich (1909–1986), deutscher Urologe
- Alken, Else (1877–1942), deutsche Politikerin der Zentrumspartei
- Alken, Heinrich (1753–1827), deutscher Bildhauer und Maler
- Alken, Josef (1857–1932), deutscher Opernsänger (Bass) und Schauspieler
- Alken-Minor, Minna (1860–1905), deutsche Opernsängerin (Alt)
- Alkenings, Birgit (* 1967), deutsche Kommunalpolitikerin (SPD)
- Alkenor, Dichter der mittleren Komödie
- Alkeos, Giorgos (* 1971), griechischer Popmusiker
- Alker, Adolf (1921–1984), österreichischer Mineraloge
- Alker, Armin (* 1956), deutscher Kameramann
- Alker, Ernst (1895–1972), österreichisch-schwedischer Literaturwissenschaftler
- Alker, Hayward R. (1937–2007), US-amerikanischer Politikwissenschaftler und Hochschullehrer
- Alker, Hermann (1885–1967), deutscher Architekt und Hochschullehrer
- Alketas († 319 v. Chr.), Feldherr Alexanders des Großen und des Perdikkas, Diadoche
- Alketas I., Sohn des Aeropos I., dem König von Makedonien
- Alketas I. († 370 v. Chr.), König der Molosser und Hegemon von Epirus
- Alketas II., ältester Sohn von Alexander I. (Makedonien)
- Alketas II., König von Epirus

### Alkh
- Alkhodari, Rebal (* 1988), syrischer Sänger, Komponist, Produzent und Oud-Spieler

### Alki
- Alkibiades († 404 v. Chr.), athenischer Staatsmann und Feldherr
- Alkidamas, griechischer Rhetoriker und Sophist
- Alkier, Stefan (* 1961), deutscher evangelischer Theologe
- Alkier, Thomas (* 1965), deutscher Jazz-Schlagzeuger
- Alkılıç, Bülent (* 1962), türkischer Fußballspieler
- Alkılıç, Cenk Ahmet (* 1987), türkischer Fußballspieler
- Alkım, Bahadır (1915–1981), türkischer Vorderasiatischer Archäologe
- Alkimachos, griechischer Maler
- Alkimachos, Sohn des Agathokles, Gefolgsmann von Philipp II. und Alexander dem Großen
- Alkimedon, antiker griechischer Toreut
- Alkimenes, Komödiendichter
- Alkinoos, antiker griechischer Philosoph
- Alkiphron, griechischer Rhetor und Sophist
- Alkış, Ahmet (* 1949), türkischer Brigadegeneral und Präsident des Militärkassationshofs

### Alkm
- Alkmaion, Archon von Athen
- Alkmaion, griechischer Philosoph (Vorsokratiker)
- Alkman, altgriechischer Chorlyriker (Sparta)
- Alkmer, Hinrek van, Autor der Prosaeinleitung zu Reynke de Vos (gedruckt 1498 in Lübeck)
- Alkmim, José Maria (1901–1974), brasilianischer Politiker

### Alko
- Alko der Böse († 1474), ostfriesischer Adliger
- Alkoçlar, Gülşah (* 1969), türkische Schauspielerin
- Alkofer, Andreas Hilmar (1962–2006), deutscher römisch-katholischer Geistlicher, Moraltheologe und Hochschulprofessor
- Alkon, antiker griechischer Bildhauer
- Alkon, antiker griechischer Toreut
- Alkorta, Rafael (* 1968), spanischer Fußballspieler

### Alks
- Alksnis, Gunnar (1931–2011), lettisch-amerikanischer Theologe und Historiker
- Alksnis, Jakow Iwanowitsch (1897–1938), lettischer Offizier, zuletzt Oberbefehlshaber der Luftstreitkräfte der Sowjetunion (1931–1937)

### Alku
- Alkuin (735–804), Gelehrter und Berater Karls des GroßenAlkuin (735–804)

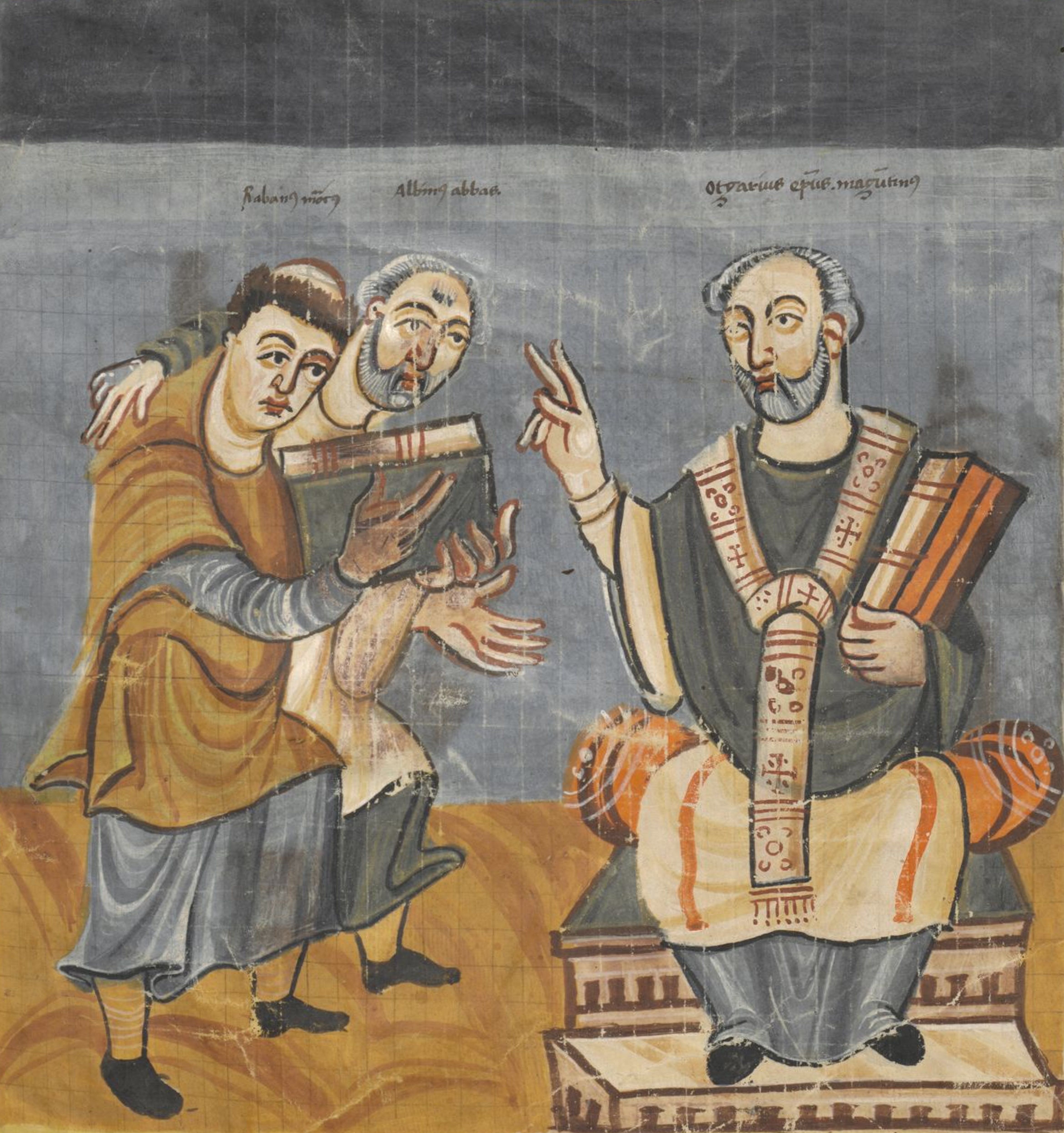
Alkuin (735–804)

- Alkurd, Ayman († 2009), palästinensischer Fußballspieler
- Alkurt, Ziya (* 1990), türkischer Fußballspieler